# Bundesautobahn 62
Die Bundesautobahn 62 (Abkürzung: BAB 62) – Kurzform: Autobahn 62 (Abkürzung: A 62) – ist eine deutsche Autobahn, die vom Dreieck Nonnweiler nach Pirmasens führt. Dabei umgeht sie weiträumig den Großraum Saarbrücken und stellt eine direkte Verbindung zwischen der Eifelregion um Trier und den südwestdeutschen Ballungszentren dar.
Da der ehemals geplante Abschnitt Saarbrücken–Karlsruhe der Bundesautobahn 8 durch den Pfälzerwald nie gebaut wurde, kann sie diese Aufgabe nur teilweise erfüllen, weshalb die Strecke größtenteils ein geringes Verkehrsaufkommen hat. Der Abschnitt zwischen Landstuhl und Pirmasens ist daher teilweise nur auf einer Fahrbahn mit Gegenverkehr ausgebaut und aufgrund dieses Ausbauzustands als Kraftfahrstraße beschildert.
Die Strecke war schon zur Zeit des Nationalsozialismus als Teil einer Reichsautobahn von Köln über Trier zur Reichsautobahn Saarbrücken–Mannheim bei Landstuhl geplant. Begonnen wurde mit dem Bau im ersten Abschnitt schließlich in den 1960er Jahren. Die Fertigstellung zog sich abschnittsweise über viele Jahre bis 1991 hin.

## Verlauf
Die BAB 62 beginnt als Fortsetzung der von Trier her kommenden Fahrbahn der BAB 1 am Dreieck Nonnweiler. Will man letztere weiter in Richtung Saarbrücken befahren, muss man dort die Fahrbahn verlassen (TOTSO). Da das Dreieck selbst nur über Rampen von und in westliche bzw. nördliche Richtung (Trier) verfügt, dient als Ersatz für die Relation BAB 62–Saarbrücken die angrenzende Anschlussstelle Nonnweiler-Otzenhausen. Über diese gelangt man nach ein paar hundert Metern auf der Landesstraße wiederum auf die BAB 1 in südliche Richtung.
Die ersten Kilometer der Autobahn führen durch das Saarland am südlichen Rand des Schwarzwälder Hochwalds entlang. Kurz vor Birkenfeld wechselt sie erstmals ins Bundesland Rheinland-Pfalz, führt abschnittsweise entlang der Grenze zwischen beiden Bundesländern und wechselt diese mehrfach, ehe bei Reichweiler schließlich das Saarland endgültig verlassen wird. Die Autobahn erreicht das Nordpfälzer Bergland und führt in östliche bis südöstliche Richtung durch die ländlich geprägte Region, bis hinter Glan-Münchweiler die Ebene des Landstuhler Bruchs beginnt.
Am Kreuz Landstuhl-West wird die BAB 6 (Saarbrücken–Mannheim–Nürnberg–Waidhaus) gekreuzt. Südlich des Kreuzungsbauwerks steigt die Strecke dann steil an, verlässt den Landstuhler Bruch und führt mit einem Tunnelbauwerk auf die Westricher Hochfläche. Nach der Anschlussstelle Bann endet der zweibahnige Ausbau und die BAB 62 ist ab hier nur auf der östlichen Richtungsfahrbahn fertiggestellt, die einstreifig im Gegenverkehr betrieben wird. Der Vollausbau mit einer zweiten Fahrbahn wurde beim Bau bereits vorbereitet, ist aufgrund des sehr geringen Verkehrsaufkommens in diesem Bereich jedoch sehr unwahrscheinlich.
Das einbahnige Teilstück, das als Kraftfahrstraße mit gelben Wegweisern beschildert ist, führt nun über die Hochfläche am westlichen Rand des Pfälzerwalds entlang bis Pirmasens. Auf einem wenige Kilometer langen Abschnitt bei Höheinöd wurde mittlerweile die zweite Richtungsfahrbahn gebaut, um ein Überholen zu ermöglichen. Kurz vor Pirmasens wird auf der 100 m hohen Schwarzbachtalbrücke, dem höchsten Brückenbauwerk der Strecke, ein tief eingeschnittenes Tal überquert. Über die Anschlussstelle Pirmasens besteht ein Anschluss an die B 10 in Richtung Landau, die als Alternativroute zwischen dem Saarland und Baden-Württemberg und Bayern dient.
Der kurze Abschnitt zwischen den Anschlussstellen Pirmasens und Pirmasens-Winzeln ist wieder zweibahnig auf Autobahnstandard ausgebaut und hat blaue Wegweiser. Die Anschlussstelle Pirmasens-Winzeln wurde ursprünglich als Vorleistung für ein Autobahndreieck mit der BAB 8 in Richtung Karlsruhe gebaut, wobei nur die Rampen für die Relation Landstuhl–Neunkirchen gebaut wurden. Nach Aufgabe der Planungen für den Weiterbau wurde in den 2000er Jahren eine Anschlussstelle in die Fahrbahntrennung integriert. Südwestlich dieser Anschlussstelle führt die Strecke weiter als BAB 8 in Richtung Neunkirchen und Zweibrücken.

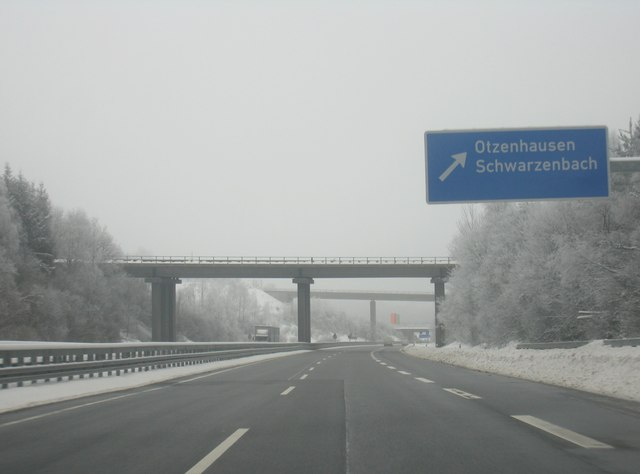
Beginn der BAB am Dreieck Nonnweiler
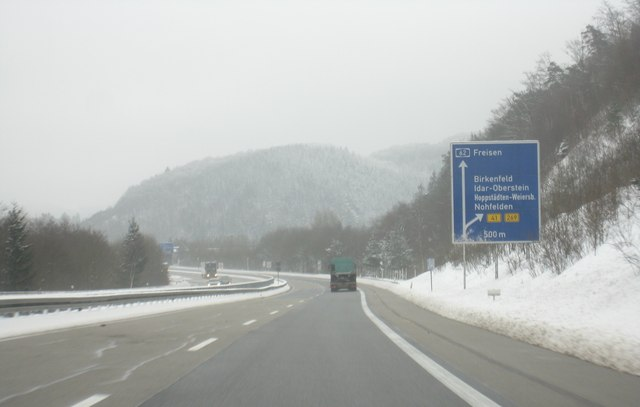
Bei Birkenfeld
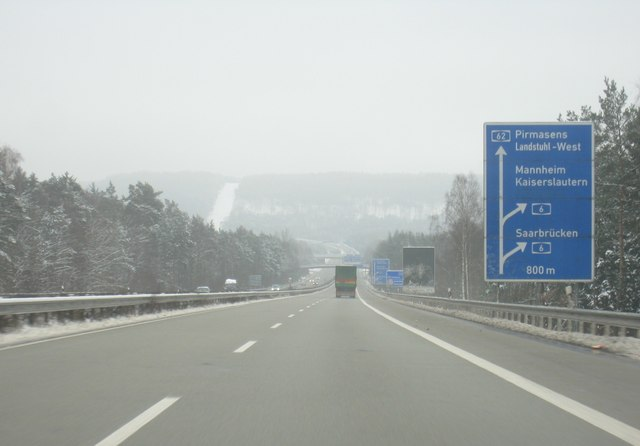
Am Kreuz Landstuhl-West
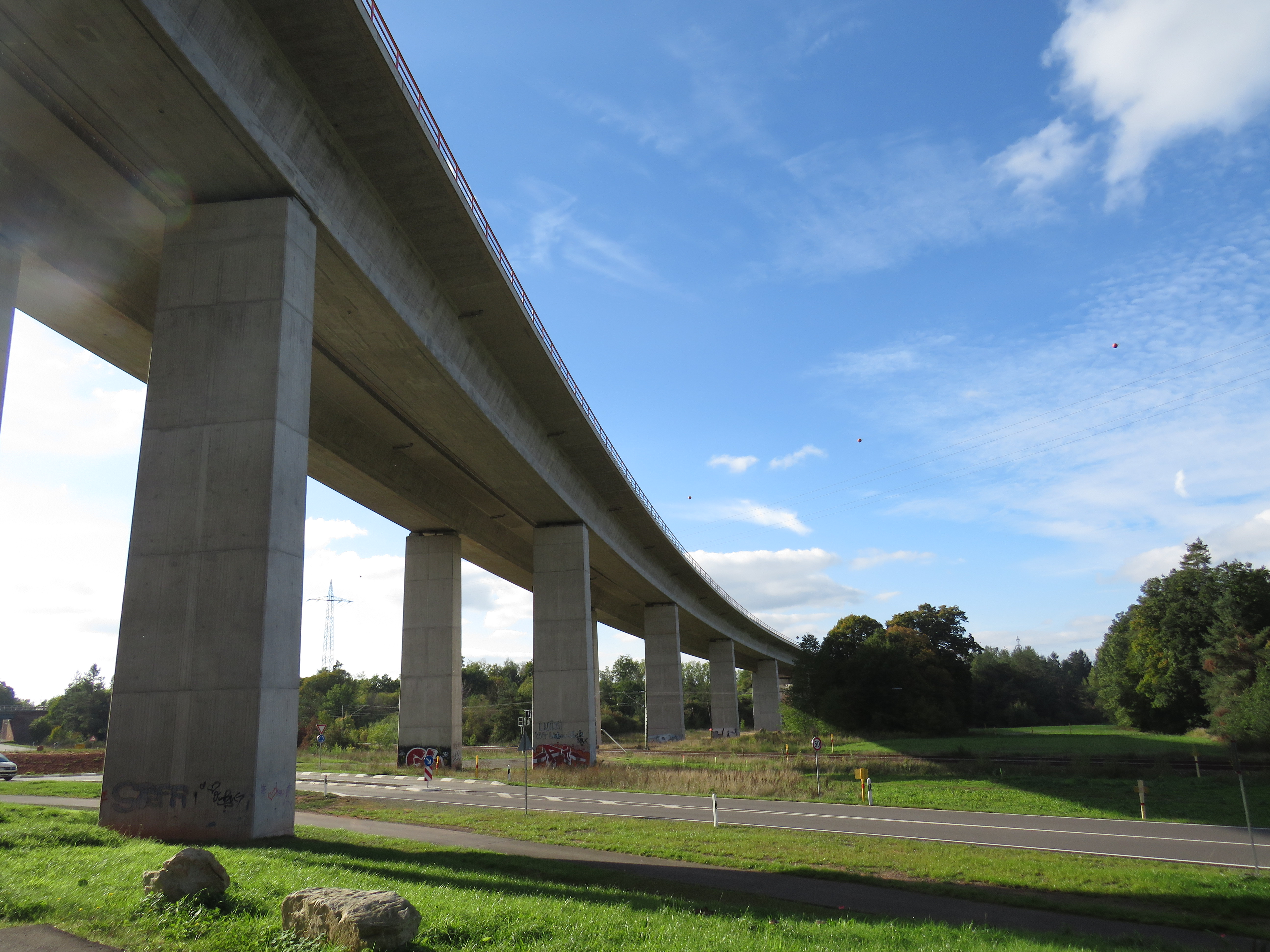
Aufstieg vom Landstuhler Bruch auf die Sickinger Höhe mit 440 m langer Brücke
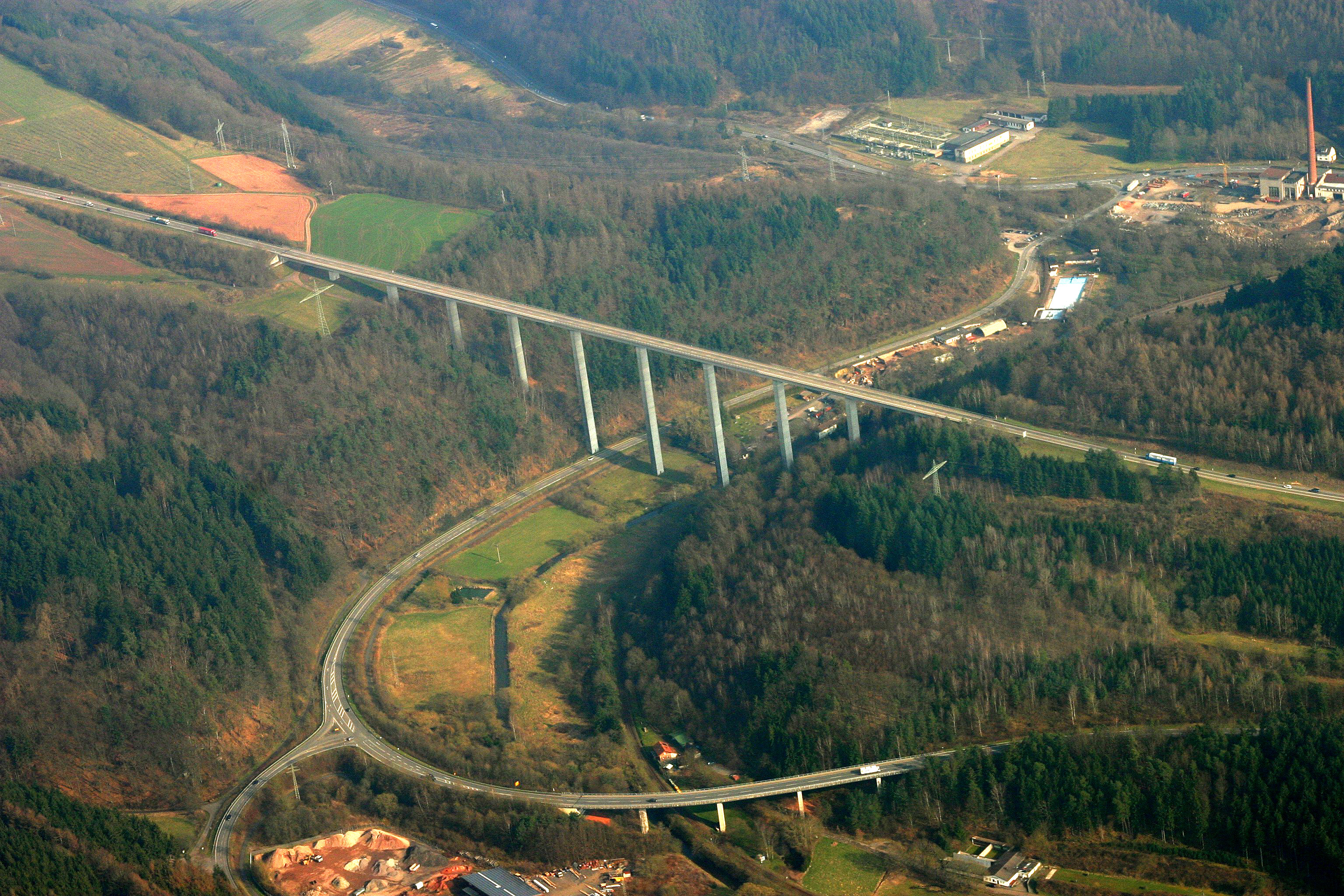
Schwarzbachtalbrücke bei Thaleischweiler-Fröschen

## Geschichte

### 1930er und 1940er Jahre: Reichsautobahnbau und Vorleistungen
Das im Wesentlichen auf Plänen des Vereins HaFraBa der 1920er Jahre basierende Netz der Reichsautobahnen wurde durch die im Januar 1933 an die Macht gekommenen Nationalsozialisten unter Führung Adolf Hitlers intensiv vorantrieben. Ende der 1930er Jahre sah die Planung eine Nord-Süd-Strecke von Köln über Trier nach Landstuhl vor, die dort, zwischen Saarbrücken und Kaiserslautern, in die damals ebenfalls in Bau befindliche Reichsautobahn Saarbrücken–Mannheim (heutige BAB 6) münden sollte.
Die letztgenannte Strecke – die Reichsautobahn Saarbrücken–Mannheim – wurde als Strecke 38 ab dem Jahr 1934 gebaut. Während das östliche Ende dieser Autobahnstrecke bei Viernheim in die 1935 als erste Reichsautobahn der NS-Zeit fertiggestellte Autobahn Frankfurt am Main–Mannheim–Heidelberg einmünden sollte, war das westliche Ende zunächst bis St. Ingbert im Bau. Als erster Abschnitt dieser Strecke ging am 24. Oktober 1937 der Abschnitt Kaiserslautern-West–Wattenheim in Betrieb, dem bis 1940 die östliche Fortführung von Wattenheim bis Frankenthal und bis 1941 die westliche Fortführung von Kaiserslautern-West bis Landstuhl, zum Teil mit nur einer Richtungsfahrbahn, folgte. Der letzte Abschnitt zwischen Frankenthal und Viernheim mit einer Brücke über den Rhein ging wegen des ausgebrochenen Zweiten Weltkriegs, im Zuge dessen die Arbeiten an allen Autobahnbaustellen eingestellt wurden, nicht mehr in Betrieb.
Am westlichen Ausbauende bei Landstuhl wurden beim Bau der Strecke bereits Vorleistungen für ein Autobahnkreuz mit der von Trier her kommenden Reichsautobahn durchgeführt. In erster Linie handelte es sich um Erdarbeiten, die als Vorbereitung für ein Autobahnkreuz in Kleeblatt-Form dienten. Sowohl an der Weiterführung nach Saarbrücken als auch an der Strecke nach Trier wurden in diesem Bereich zwar abschnittsweise Vorarbeiten an der Trasse ausgeführt, sodass es hier bei einem provisorischen Anschluss nach Landstuhl blieb. Ohnehin war das Reichsautobahn-Teilstück zwischen Kaiserslautern und Landstuhl nie wirklich für den öffentlichen Verkehr freigegeben worden, da die extra deswegen schnurgerade gebaute Trasse in Höhe von Ramstein-Miesenbach als provisorische Start- und Landebahn für Flugzeuge genutzt wurde.
An den Reichsautobahn-Strecken 37 (Mehren-Koblenz) und 140 (Mehren–Trier–Landstuhl) selbst wurde im September 1939 mit dem Bau des ersten Abschnitts zwischen Kaisersesch und Wittlich begonnen. Für die Bauarbeiten wurden Zwangsarbeiter aus der JVA Wittlich, dem KZ Hinzert, Luxemburg sowie polnische und sowjetische Kriegsgefangene verpflichtet, die in Barackenlagern entlang der Strecke interniert waren. Etwa 6,8 km der Strecke zwischen Hasborn und Dorf waren bis 1941 auf einer Richtungsfahrbahn befahrbar. Auch hier brachte der Zweite Weltkrieg die Bauarbeiten zum Erliegen, sodass im größten Teil der damals im Bau befindlichen Strecke die Erdarbeiten an der Trasse zwar fertig waren, diese aber brach lag.
Südlich von Trier, zwischen Freisen und Landstuhl, wurden zusammen mit dem Bau der Autobahn Saarbrücken–Mannheim teilweise schon Erdarbeiten durchgeführt, befahrbar war hier bis zur kriegsbedingten Einstellung der Bauarbeiten allerdings kein Abschnitt mehr.

### Nachkriegszeit
Nach Ende des Zweiten Weltkriegs wurde rasch mit der Wiederherstellung des Autobahnnetzes begonnen. So wurden zahlreiche in den letzten Kriegstagen durch die Wehrmacht zerstörte Brückenbauwerke zunächst behelfsmäßig, dann mit dauerhaften Neubauten wieder aufgebaut, auch die ersten vor dem Krieg nicht mehr fertiggestellten Autobahnteilstücke wurden zu Ende gebaut – so etwa 1950 die Rheinbrücke bei Ludwigshafen mit dem Namen Theodor-Heuss-Brücke.
Das US-amerikanische Militär besetzte nach Kriegsende den als Militärflugplatz konzipierten Reichsautobahn-Abschnitt zwischen Landstuhl und Kaiserslautern und errichtete ab den späten 1940er Jahren einen eigenen Luftwaffenstützpunkt, der um eine Landebahn und zahlreiche Gebäude entlang der Reichsautobahntrasse erweitert wurde. Hieraus entwickelte sich die heutige Ramstein Air Base. Als in den 1950er Jahren die Autobahn in Richtung Saarbrücken weitergebaut wurde, erhielt sie eine neue Trasse, die in einem weiten Bogen südlich um die Air Base herumgeführt wurde – nach 1945 bestand auf der alten Trasse einige Jahre zunächst eine provisorische Umfahrung des Autobahn-Flugplatzes. Der Neubauabschnitt endete zunächst noch in Waldmohr, kurz vor der Grenze zum damals autonomen und wirtschaftlich mit Frankreich verbundenen Saarland. Erst 1959, zwei Jahre nach Beitritt des Saarlands zur Bundesrepublik Deutschland, eröffnete die Weiterführung der Autobahn, zunächst bis St. Ingbert, 1963 bis Saarbrücken.
Das teilweise schon gebaute Autobahnkreuz bei Landstuhl wurde beim Streckenneubau nicht mehr in seiner vorhandenen Form genutzt. Stattdessen entstand hier eine dauerhafte Anschlussstelle, die allerdings gleichzeitig bereits für einen höhenfreien Anschluss an eine weitere Autobahn vorbereitet war – somit konnte wegen der geänderten Streckenführung in Richtung Kaiserslautern zwar nicht das Kreuzungsbauwerk, wohl aber die zwischen Freisen und Landstuhl bereits festgelegte und vor dem Krieg teilweise in Bau befindliche Trasse für die anzuschließende Autobahn in Richtung Trier genutzt werden.
Der politische und wirtschaftliche Beitritt des Saarlands zur Bundesrepublik Deutschland machte eine Neuplanung der Strecke Trier–Landstuhl nötig, um einen leistungsfähigen Anschluss des nach dem Krieg gänzlich neu konzipierten saarländischen Fernstraßennetzes zu gewährleisten. Die Vorkriegsplanung sah eine Trassenführung unter Umgehung des Saarlands vor, sodass der einzige Autobahnanschluss in den Großraum Saarbrücken über die von Mannheim kommende Reichsautobahn bestanden hätte. Im autonomen Saarland plante man schließlich eine kreuzungsfreie und zwei- bis vierstreifige Fernverkehrsstraße, die von Saarbrücken in Richtung Norden führen und dabei eine leistungsfähige Anbindung des nördlichen Saarlands bewerkstelligen sollte.
Da eine Anbindung im Norden an die Strecke Trier–Landstuhl vorgesehen war, mussten die Planungen für letztgenannte Strecke gänzlich überarbeitet werden. Mit dem Gesetz über den Ausbauplan für die Bundesfernstraßen von 1957 wurde die Fertigstellung dieser Strecke als einfache Bundesstraße (zeitweise Bundesstraße 408 genannt) vorgesehen. Die Anbindung an die saarländische Fernverkehrsstraße, seit 1957  als B 327 und teilweise B 268 geführt, sollte dabei auf saarländischem Gebiet bei Nonnweiler erfolgen. Das erste Teilstück dieser Straße eröffnete 1960 zwischen Saarbrücken-Malstatt und Riegelsberg.

### 1960er und 1970er Jahre: Baufortsetzung

#### Freisen – Landstuhl
Netzpläne aus den 1960er Jahren sahen eine Weiterführung der von Trier her kommenden Strecke über Landstuhl hinaus bis nach Pirmasens vor. Die von Koblenz her kommende Autobahn, die zu diesem Zeitpunkt bis Wittlich im Bau bzw. teilweise schon fertiggestellt war, sollte von Trier weiter nach Luxemburg führen. Nordöstlich von Trier sollte dann die Strecke nach Landstuhl/Pirmasens abzweigen.
Im damaligen Nummerierungssystem, das allerdings nur intern Verwendung fand (auf den Autobahnwegweisern selbst waren neben den Fernzielen nur die Europastraßen ausgeschildert), war unter der Bezeichnung A 76 eine Autobahn von Trier über Landsuhl nach Pirmasens, später bis nach Stuttgart, vorgesehen. Zwischen Schweich (Abzweig von der Strecke Dernbach–Koblenz–Luxemburg) und Freisen sollte dabei die neu geplante Trasse über Nonnweiler mit Anschluss an die Schnellstraße in Richtung Saarbrücken genutzt werden, ab Freisen die bereits vor dem Zweiten Weltkrieg vorbereitete Trasse zur Autobahn Mannheim–Saarbrücken bei Landstuhl.
In den 1960er Jahren wurde, nachdem die Autobahn von Mannheim bis Saarbrücken vollständig befahrbar war, auch der Bau der Strecke von Landstuhl nach Trier fortgeführt. Dabei konnte die vorbereitete Trasse für den Weiterbau genutzt werden, allerdings modifizierte man Längsneigungen und Kurvenradien nach modernen Erkenntnissen, was eine geschwungenere Linienführung und weniger starke Steigungen und Gefälle zur Folge hatte. Zunächst arbeitete man im rund 8 km langen Abschnitt zwischen Landstuhl und Glan-Münchweiler, der am 6. September 1966 für den Verkehr freigegeben wurde. Das südliche Ende war, so wie bereits vor dem Krieg, als temporärer Übergang ins nachrangige Straßennetz (L 395) konzipiert. Das Kreuzungsbauwerk mit der Strecke Mannheim–Saarbrücken, die damals die Nummer A 20 hatte, wurde zwar wie vorgesehen in Kleeblattform ausgeführt, allerdings mit angepassten Rampen und Parallelfahrbahnen nur an der A 20.
Vier Jahre später, am 28. Dezember 1970, wurde die Autobahn in nördliche Richtung um neun Kilometer bis zur Anschlussstelle Kusel verlängert und weitere anderthalb Jahre später, am 26. Juli 1972, um 6,1 km bis zur Anschlussstelle Reichweiler. Im darauffolgenden Jahr 1973 wurden schließlich 2,7 km bis zur Anschlussstelle Freisen fertiggestellt. Im Trassenbereich, in dem vor dem Zweiten Weltkrieg bereits an der Strecke gebaut wurde, war die Autobahn somit rund 30 Jahre nach Beginn der ersten Arbeiten befahrbar.
Der verkehrliche Nutzen beschränkte sich zu dieser Zeit noch größtenteils auf den regionalen Verkehr, da die Dörfer und Kleinstädte in der Westpfalz und im Nordpfälzer Bergland nun schneller erreichbar waren. Eine größere verkehrliche Bedeutung hat sie, bis in die heutige Zeit, allerdings für Truppenbewegungen der US Army – am südlichen Ende der Autobahn ist über die Anschlussstelle Hütschenhausen die Ramstein Air Base erreichbar, zudem existiert in Landstuhl das Militärkrankenhaus Landstuhl Regional Medical Center. Am damaligen nördlichen Ende bei Freisen befindet sich in der Nähe der Truppenübungsplatz Baumholder, der neben der Bundeswehr auch von Soldaten der US Army und anderer NATO-Mitgliedsstaaten genutzt wird. Ungewöhnlich ist daher die Anschlussstelle Freisen in nördlicher Richtung (östliche Fahrbahnseite), die im Bereich des Verzögerungsstreifens zusätzlich einen sehr breiten Standstreifen aufweist. Der Grund waren die Kolonnenfahrten des Militärs ins nahegelegene Baumholder, der diesen Bereich als Parkfläche bei Rückstau nutzen konnte.

#### Geplante Strecke Landstuhl – Pirmasens – Karlsruhe – Stuttgart
Die A 76 war Ende der 1960er Jahre als Ergänzungsstrecke zwischen dem Rheinland und Süddeutschland vorgesehen. Neben der Anbindung des strukturschwachen Gebiets in der westlichen Eifel- und Hunsrückregion sollte sie dem Fernverkehr eine Alternative sowohl zur größtenteils noch vor dem Krieg fertiggestellten Hauptstrecke Köln–Frankfurt–Mannheim–Karlsruhe unter Benutzung des Frankfurter Kreuzes, als auch zur damals in Bau befindlichen Linken Rheinstrecke, einer Autobahn von Krefeld über Koblenz nach Ludwigshafen, bieten. Außerdem würde sie eine direkte Verbindung zwischen dem Aachener Raum und den süddeutschen Bundesländern Bayern und Baden-Württemberg unter Vermeidung des 1965 geschlossenen Kölner Rings herstellen.
Südlich von Landstuhl sollte die Autobahn auf einer gänzlich neu geplanten Trasse nach Pirmasens verlaufen, wo eine Autobahn in Richtung Neunkirchen und Zweibrücken abzweigen sollte. Diese wurde bereits bei der Fertigstellung der Autobahn zwischen Kaiserslautern und Saarbrücken im Jahr 1959 als Zubringer Limbach vorbereitet worden. Hinter Pirmasens sollte die Autobahn dann nach Südosten schwenken und nahe der französischen Grenze durch den Pfälzerwald geführt werden, ehe der Bienwald durchquert und der Rhein überquert werden sollte. Südlich von Karlsruhe sollte die Autobahn Frankfurt–Basel gekreuzt werden und parallel zur Autobahn Karlsruhe–München aus den 1930er Jahren südlich an Pforzheim vorbeigeführt werden. Östlich von Pforzheim wäre diese Autobahn gekreuzt und, weiterhin parallel nördlich der Bestandsstrecke, ins Stuttgarter Stadtgebiet geführt worden.
Zum 30. Januar 1970 wurde die A 76 in den Bedarfsplan aufgenommen.

### Einführung der BezeichnungBundesautobahn 62
Zum 1. Januar 1975 wurde für die Autobahnen in der Bundesrepublik Deutschland und West-Berlin ein neues, einheitliches Nummerierungsschema eingeführt. Waren zunächst nur intern geführte Nummerierungen verwendet worden und auf den Wegweisern ausschließlich die Nummern der auf der Trasse verlaufenden Europastraßen ausgeschildert, wurde die neue nationale Nummerierung vorgezogen. Ein zuvor im Bedarfsplan Bundesfernstraßen 1971–1985 beschriebenes System, das den vom Berliner Ring abzweigenden Strecken die einstelligen Nummern A 1 bis A 6 zuordnete, konnte sich, auch im Hinblick auf die damals noch bestehende Deutsche Teilung, nicht durchsetzen.
Ein großer Vorteil des Systems, dass auch die führende Nummer zwei- und dreistelliger Autobahnen einer bestimmten Region zuordnete, war, im Falle einer Wiedervereinigung bereits Nummern für die in der damaligen DDR liegenden Autobahnstrecken problemlos vergeben zu können (im Wesentlichen waren dies die vorher für die Westberliner Stadtautobahnen vergebenen Nummern im 10er-Bereich).
Die als A 76 geplante Strecke Trier–Pirmasens–Karlsruhe–Stuttgart wurde im neuen Nummernschema auf verschiedene Autobahnen aufgeteilt: Zwischen Trier und Nonnweiler als Teil der Nord-Süd-Achse Bundesautobahn (BAB) 1, zwischen Pirmasens und Stuttgart als Teil der Ost-West-Achse BAB 8, östlich von Pforzheim als BAB 82. Die restliche Strecke zwischen Nonnweiler und Pirmasens erhielt die Nummer BAB 62. Obwohl der vorgesehene Verlauf dieser Autobahn eher in Nord-Süd-Richtung tendiert, wurde eine gerade Nummer für Ost-West-Strecken vergeben. Zum Zeitpunkt der Umnummerierung war nur das Teilstück Freisen–Landstuhl fertiggestellt, das eher einem Nordwest-Südost-Verlauf folgt.

### Weiterbau Landstuhl – Pirmasens
Mitte der 1970er Jahre wurde der nach wie vor vorgesehene Bau der Pfälzerwald- und Albgaulinie zwischen Pirmasens und Karlsruhe als Teil der BAB 8 immer umstrittener. Besonders der Abschnitt zwischen Karlsruhe und Pforzheim, der am Hang des nördlichen Schwarzwalds verlaufen sollte, wäre mit zahlreichen großen Brückenbauwerken und dem Durchqueren des bergigen Geländes sehr teuer gewesen. Mit dem Bedarfsplan des Gesetzes zur Änderung des Gesetzes über den Ausbau der Bundesfernstraßen in den Jahren 1971 bis 1985 vom 5. August 1976 wurde der Bau einer zweiten Verbindung zwischen Karlsruhe und Stuttgart zugunsten eines sechsstreifigen Ausbaus der bestehenden Autobahn aufgegeben.
Erste bauvorbereitende Arbeiten für den Abschnitt Landstuhl–Pirmasens wurden Ende der 1970er Jahre durchgeführt. Man ging davon aus, dass über dieses Teilstück zusammen mit der geplanten Bundesautobahn 8 zwischen Pirmasens und Karlsruhe eine schnelle Verbindung zwischen Süddeutschland und der Eifelregion, dem westlichen Rheinland und den Benelux-Ländern unter Vermeidung verkehrsintensiver Ballungsräume ermöglicht werden konnte. So begann 1978 der Bau der 600 m langen und 100 m hohen Schwarzbachtalbrücke, bei der zunächst nur ein Brückenbauwerk für eine Richtungsfahrbahn gebaut wurde.
Der Brückenbau veranschlagte Ende 1979 Kosten von 16,1 Millionen DM. Aufgrund des zunächst erwarteten, geringen Verkehrsaufkommens war der Bau zwischen Landstuhl und Pirmasens zunächst nur auf der östlichen Richtungsfahrbahn (Fahrtrichtung Trier) vorgesehen. Zu einem späteren Zeitpunkt, etwa bei der Fertigstellung der BAB 8 Pirmasens–Karlsruhe, sollte die Autobahn dann um die zweite Richtungsfahrbahn ergänzt werden. Für den Bau der 27,4 km langen Strecke zwischen dem Kreuz Landstuhl-West und Pirmasens ging man damals von 286,3 Millionen DM Gesamtkosten aus.
Neben dem Bau der Schwarzbachtalbrücke wurden im Bereich zwischen den Anschlussstellen Thaleischweiler-Fröschen und Pirmasens ebenfalls Bauarbeiten auf einer Richtungsfahrbahn durchgeführt. Diese Arbeiten fanden zusammen mit der Errichtung des Teilstücks Walshausen–Pirmasens der BAB 8 statt. Zu diesem Zeitpunkt war die BAB 8 schon von Friedrichsthal bis Walshausen unter Verkehr, womit über das Kreuz Neunkirchen und die BAB 6 eine direkte Verbindung nach Saarbrücken sowie Frankreich bestand. Am geplanten Treffpunkt von BAB 8 und BAB 62 entstand als Bauvorleistung für ein späteres Autobahndreieck eine Fahrbahnstrennung – von der durchgehenden Hauptfahrbahn Saarbrücken–Karlsruhe wäre hier die BAB 62 in Richtung Trier abgezweigt. Die Fahrbahntrennung sollte die Rampen der Relation Saarbrücken–Trier darstellen.
Auf dem kurzen Stück vom geplanten Autobahndreieck bis zur ersten Anschlussstelle in Richtung Norden, die die B 10 ins Pirmasenser Stadtzentrum anbindet, wurde die BAB 62 mit einem Vollausbau auf beiden Richtungsfahrbahnen ausgeführt. Das sich anschließende Stück zur Anschlussstelle Thaleischweiler-Fröschen war dagegen nur auf der östlichen Richtungsfahrbahn vollendet worden. Die Strecke Walshausen–Pirmasens–Thaleischweiler-Fröschen der BAB 8 bzw. BAB 62 eröffnete im Jahr 1981. Im selben Jahr wurden auch die Bauarbeiten an der Schwarzbachtalbrücke fertiggestellt, allerdings wurde in diesem Bereich, der sich an das neueröffnete Teilstück anschließt, noch nicht mit dem Fahrbahnbau begonnen.
Mit dem Zweiten Gesetz zur Änderung des Gesetzes über den Ausbau der Bundesfernstraßen in den Jahren 1971 bis 1985 vom 25. August 1980 wurde der Bau der Strecke Pirmasens–Karlsruhe der BAB 8 als Vorbehaltsstrecke eingestuft und nicht mehr in den Bedarfsplan aufgenommen. Einige Jahre später wurde auf die Strecke dann ganz verzichtet, stattdessen sollte eine leistungsfähige Verbindung entlang der B 10 zwischen Pirmasens und Landau hergestellt werden und die von Ludwigshafen her kommende BAB 65 über Kandel hinweg, südlich an Karlsruhe vorbei zur BAB 5 bei Bruchhausen geführt werden. Aus Umweltschutzgründen – im Bereich der Rheinquerung wären unter Naturschutz stehende Feuchtbiotope zerstört worden – kam es schließlich Mitte der 1980er Jahre auch hier zu keiner Weiterführung der Planungen mehr.

### Lückenschluss Nonnweiler – Freisen
Der Lückenschluss zwischen Nonnweiler und Freisen zog sich über einige Jahre hin. Die BAB 1 im Abschnitt Trier–Saarbrücken wurde in den 1970er Jahren gebaut und am 20. Oktober 1975 zwischen Reinsfeld und Eppelborn  für den Verkehr freigegeben. Bis 1977 folgte der Anschluss an die nun auf vier Fahrstreifen erweiterte Hochleistungsstraße nach Saarbrücken, die seit 1969 als Autobahn (Abschnitt Nonnweiler–Saarbrücken zunächst A 171, seit 1975 BAB 1) gewidmet war.
Das 9,4 km lange Teilstück zwischen Freisen und Birkenfeld war 1980 das erste, das im Zuge des Lückenschlusses fertiggestellt wurde. Der Bau Ende der 1970er Jahre war in diesem Bereich sehr aufwendig, da ein rund 40 m tiefer Geländeeinschnitt für die Autobahn erschaffen wurde, die hier von der Freisener Höhe ins obere Nahetal abfällt. Dabei stieß man im Zuge der umfangreichen Erdbewegungen auf Achate, zeitweise handelte es sich bei der Autobahnbaustelle und das umliegende Gebiet um die größte Achat-Fundstelle in Europa. Zahlreiche Fundstücke sind seit 1993 im Freisener Mineralienmuseum ausgestellt.
Der Abschnitt zwischen dem Dreieck Nonnweiler und der Anschlussstelle Nohfelden-Türkismühle wurde am 4. Januar 1981 eröffnet. Die ursprüngliche Planung einer durchgehend nummerierten Autobahn A 76 von Trier über Landstuhl nach Pirmasens, wie sie vor 1975 noch vorgesehen war, lässt sich bis heute anhand der durchgehenden Fahrbahn im 1975 teilweise fertiggestellten Dreieck Nonnweiler nachvollziehen – aus Richtung Trier kommend muss man am Dreieck Nonnweiler abbiegen um auf der BAB 1 zu bleiben, die durchgehende Fahrbahn führt auf die BAB 62. Die Verbindung von der BAB 62 auf die BAB 1 in Richtung Süden erfolgt indirekt über die Anschlussstelle Nonnweiler-Otzenhausen. Beim Bau der BAB 1 und der BAB 62 entstand in zwei Phasen von 1973 bis 1975 bzw. 1979 bis 1982 aus dem beim Autobahnbau anfallenden Abraum der Damm für die nahegelegene Primstalsperre.
Als letzter Abschnitt im nördlichen Teil wurde im Jahr 1988 die 6,3 km lange Strecke zwischen den Anschlussstellen Nohfelden-Türkismühle und Birkenfeld freigegeben. Die BAB 62 wurde somit zwischen Nonnweiler und Landstuhl durchgehend fertiggestellt, zusammen mit dem seit 1983 in Betrieb befindlichen Teilstück Dreieck Moseltal–Reinsfeld der BAB 1 besteht seitdem eine durchgehende Autobahnverbindung zwischen Trier und Landstuhl. Zusätzlich war nun zusammen mit der BAB 1 bis Daun und der BAB 48 ein Ringschluss im westlichen Rheinland-Pfalz vollendet, der die Eifelregion besser erschließt.

### Lückenschluss Landstuhl – Pirmasens

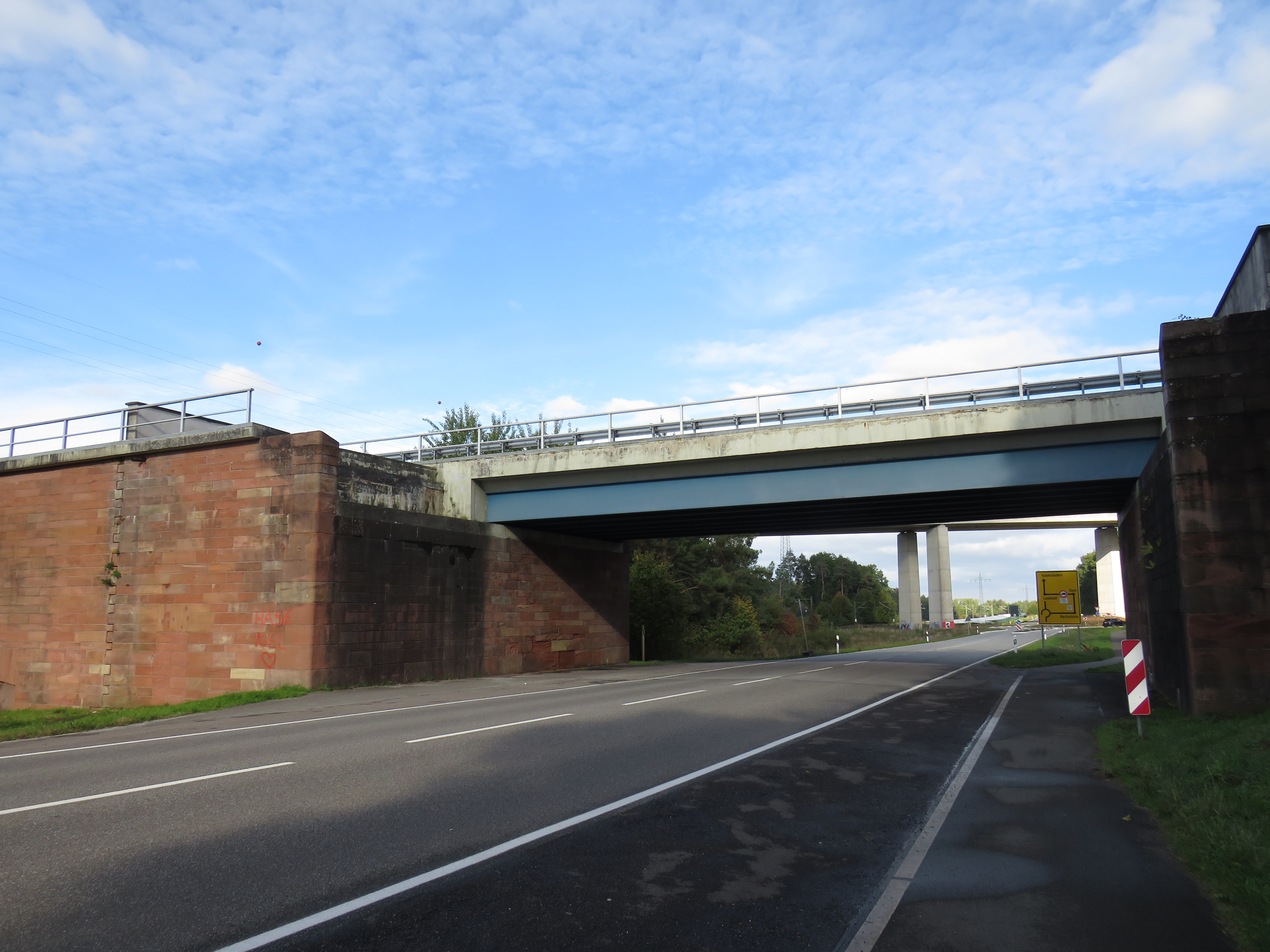
Der Zubringer der Anschlussstelle Landstuhl-West zur L 470 führt über eine Brücke mit Bauvorleistungen

In den 1980er Jahren wurde das Teilstück von Landstuhl-West bis Pirmasens mit einer Richtungsfahrbahn auf dem Großteil der Strecke fertiggestellt. Zwischen Weselberg und Thaleischweiler-Fröschen ging die Autobahn auf der östlichen Fahrbahn im Jahr 1985 in Betrieb, nachdem die Schwarzbachtalbrücke schon 1981 fertiggestellt war. Bei Höheinöd entstanden Rastplätze beiderseits der Fahrbahn, die mit einer Betriebszufahrt beidseitig ans nachrangige Straßennetz angebunden waren.
Die Fertigstellung des letzten Teilstücks zwischen den Anschlussstellen Landstuhl-West und Weselberg zog sich über mehrere Jahre hin. Der aufwändig zu bauende Aufstieg aus dem Landstuhler Bruch auf die Hochfläche des Westrichs machen zwei Talbrücken und ein Tunnelbauwerk nötig. Am 21. Juli 1986 fand der Tunnelanschlag für den rund 500 langen Hörnchenbergtunnel statt, der nach dreijähriger Bauzweit im Jahr 1989 im Rohbau fertiggestellt wurde. Der Abschnitt von Landstuhl-West bis kurz hinter die Anschlussstelle Bann wurde von Beginn an mit zwei Richtungsfahrbahnen gebaut – unter anderem konnte der Hörnchenbergtunnel gleich mit beiden Röhren in Betrieb gehen – und die Weiterführung bis Weselberg zum schon bestehenden, einbahnigen Teilstück entstand ebenfalls nur auf der östlichen Richtungsfahrbahn.

#### Aktion Lindwurm

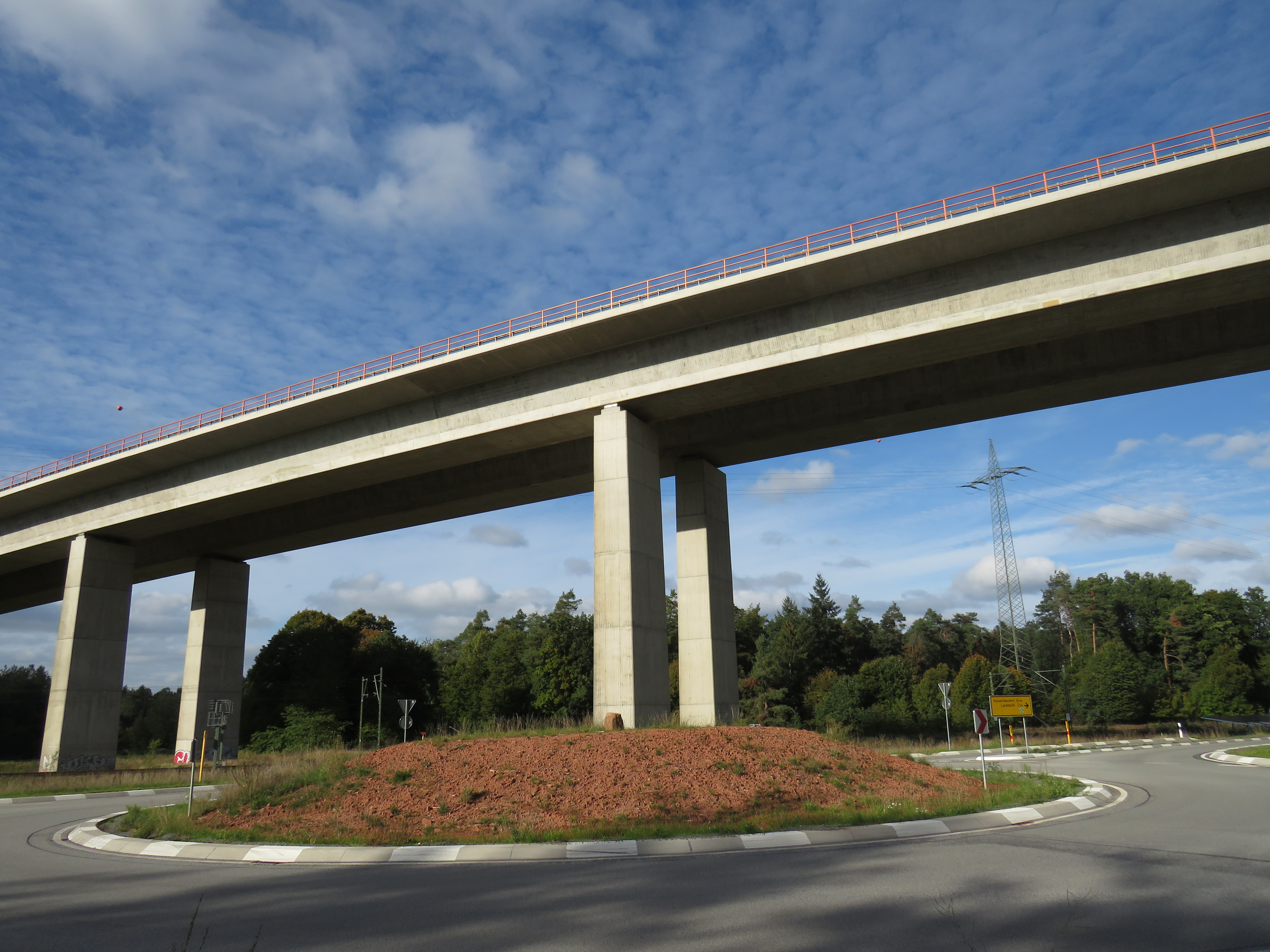
Die Talbrücke Landstuhl wurde als letztes Bauwerk der Strecke erst 1990 baulich fertiggestellt

Im Juli und August 1990 zog die US Army Giftgasgranaten aus dem Depot NATO Site 59 bei Clausen in der Nähe von Pirmasens ab, um sie zur Vernichtung zum Johnston-Atoll im Pazifischen Ozean zu transportieren. Die Route sollte dabei von Clausen zum Army Depot bei Miesau führen, anschließend über den dortigen Bahnanschluss nach Nordenham und schließlich per Schiff in den Pazifik. Für die Route von Clausen nach Miesau über die Straße kamen drei Möglichkeiten in Betracht – über die BAB 8 und BAB 6 über das Kreuz Neunkirchen, die noch im Bau befindliche BAB 62 oder die B 270 und BAB 6 über Kaiserslautern. Unter anderem wegen der geringen Beeinträchtigung des laufenden Verkehrs entlang der noch nicht bzw. nur in Teilen fertiggestellten BAB 62 entschied man sich für diese Route.
Zum Zeitpunkt des Abtransports war der Hörnchenbergtunnel bereits fertiggestellt, die Autobahn südlich des Tunnels bis Weselberg war im Trassenbau ebenfalls befahrbar. Lediglich zwischen der Anschlussstelle Landstuhl-West und dem Tunnel war die Talbrücke noch im Bau, sodass eine provisorische Schotterstraße aufgeschüttet wurde, die vom LKW-Militärkonvoi befahren wurde.
Für den Verkehr freigegeben wurde der Abschnitt Landstuhl-West bis Weselberg schließlich am 6. September 1991. Die provisorische Anschlussstelle Landstuhl-West, an der die BAB 62 südlich des Autobahnkreuzes mit der BAB 6 ins nachrangige Straßennetz mündete, wurde in eine Gabelung umgebaut und ist nur von bzw. in Richtung Norden befahrbar.

### Liste der Verkehrsfreigaben
| Abschnitt                                                              | Jahr | km      | Bemerkung |
| ---------------------------------------------------------------------- | ---- | ------- | --- |
| Dreieck Nonnweiler – AS Türkismühle                                    | 1981 | 8,2 km  | |
| AS Türkismühle – AS Birkenfeld                                         | 1988 | 6,3 km  | |
| AS Birkenfeld – AS Freisen                                             | 1980 | 9,4 km  | |
| AS Freisen – AS Reichweiler                                            | 1973 | 2,7 km  | |
| AS Reichweiler – AS Kusel                                              | 1972 | 6,1 km  | |
| AS Kusel – AS Glan-Münchweiler                                         | 1970 | 9,0 km  | |
| AS Glan-Münchweiler – Landstuhl-West (prov. Anschluss)                 | 1968 | 8,0 km  | |
| Landstuhl-West (prov. Anschluss) – AS Weselberg                        | 1991 | 13,2 km | Abschnitt Bann–Weselberg nur östliche Richtungsfahrbahn                                                             |
| AS Weselberg – AS Thaleischweiler-Fröschen                             | 1985 | 9,0 km  | zunächst nur östliche Richtungsfahrbahn, seit 2014 auf kurzem Abschnitt bei Höheinöd zweite Fahrbahn fertiggestellt |
| AS Thaleischweiler-Fröschen – AS Pirmasens-Winzeln (Übergang in BAB 8) | 1981 | 6,9 km  | Abschnitt Thaleischweiler-Fröschen–Pirmasens nur östliche Richtungsfahrbahn                                         |

## Verkehrsaufkommen
Im Zuge der manuellen Verkehrszählung der Bundesanstalt für Straßenwesen im Jahr 2015 wurde die folgende durchschnittliche tägliche Verkehrsstärke ermittelt.
| Abschnitt                                     | DTV    |
| --------------------------------------------- | ------ |
| Autobahndreieck Nonnweiler – Otzenhausen      | 14.200 |
| Otzenhausen – Türkismühle                     | 14.200 |
| Türkismühle – Birkenfeld                      | 13.400 |
| Birkenfeld – Freisen                          | 13.800 |
| Freisen – Reichweiler                         | 15.800 |
| Reichweiler – Kusel                           | 17.000 |
| Kusel – Glan-Münchweiler                      | 20.900 |
| Glan-Münchweiler – Hütschenhausen             | 25.000 |
| Hütschenhausen – Autobahnkreuz Landstuhl-West | 30.900 |
| Autobahnkreuz Landstuhl-West – Landstuhl-West | 20.800 |
| Landstuhl-West – Landstuhl-Atzel              | 16.000 |
| Landstuhl-Atzel – Bann                        | 9.900  |
| Bann – Weselberg                              | 6.600  |
| Weselberg – Thaleischweiler-Fröschen          | 6.800  |
| Thaleischweiler-Fröschen – Pirmasens          | 7.700  |
| Pirmasens – Pirmasens-Winzeln                 | 20.600 |

## Ausbau
Von September 2013 bis November 2014 wurde auf einer Länge von 3,6 km zwischen der Anschlussstelle Weselberg und der Schwarzbachtalbrücke (bei Höheinöd) die zweite Fahrbahn gebaut. Durch den Ausbau sollen gefährliche Wendemanöver vom Parkplatz aus unterbunden und gleichzeitig das Überholen erleichtert werden.
Im Zuge einer Vollsperrung der Strecke zwischen den Anschlussstellen Bann und Thaleischweiler-Fröschen von Mitte Januar bis Dezember 2018 wurde die Fahrbahn auf 16 km komplettsaniert, die Schwarzbachtalbrücke instand gesetzt und der bisherige Parkplatz Sickinger Höhe in eine Anschlussstelle umgebaut. Insgesamt flossen in dieses Projekt knapp 30 Millionen Euro.
Im Bundesverkehrswegeplan 2030 ist ein zweibahniger Ausbau der bisher einbahnigen Teilstücke nicht mehr vorgesehen (BGBl. 2016 I S. 3354, Liste der Projekte in Rheinland-Pfalz).

### Mautpflicht
Auch im Abschnitt Landstuhl–Pirmasens muss LKW-Maut bezahlt werden, da die Strecke offiziell zwar keine Autobahn, aber dennoch als Bundesautobahn gewidmet ist, und die Maut auf Bundesautobahnen gilt, unabhängig davon, ob die Strecke eine Autobahn ist oder nicht.

### Kilometrierung
Da die A 62 als Verlängerung der vom Westerwald kommenden A 48 und des durch die Eifel verlaufenden Abschnitts der A 1 angesehen werden kann, wurde auf eine eigene Kilometrierung der Autobahn verzichtet. So beginnt die A 62 am Dreieck Nonnweiler bei Kilometer 160,9 und endet in Pirmasens bei 239,9 km – der exakten Entfernung bis zum Dreieck Dernbach.